# Segretissimo SAS
Segretissimo SAS è una collana "figlia" di Segretissimo interamente dedicata ai romanzi di Gérard de Villiers incentrati sul personaggio del SAS (Son Altesse Sérénissime) Malko Linge.
La collana, edita dalla Arnoldo Mondadori Editore, inizia le uscite mensili dal gennaio 2008, e ripropone titoli già pubblicati in precedenza del personaggio di de Villiers, alternandoli a romanzi invece inediti, a dicembre 2014 dopo la morte dell'autore la serie si interrompe al numero 84, riparte a gennaio 2015 ricominciando dal primo numero e questa volta in ordine cronologico.
Il personaggio è un agente della CIA operante in tutte le parti del mondo. Aristocratico austriaco si vede "costretto" a collaborare con l'agenzia americana per riuscire a pagare le ingenti spese che occorrono al suo castello di Liezen.
La serie è caratterizzata da una serie di personaggi "fissi" come la contessa Alexandra (eterna fidanzata di Malko), il suo fedele maggiordomo Elko Krisantem (conosciuto in una delle prime avventure ad Istanbul) e dai due strambi gorilla della CIA, Chris Jones e Milton Brabeck.
A differenza del suo predecessore Ian Fleming, De Villiers non manca di inserire nelle storie sesso e violenza.

## Elenco uscite
| N. | Titolo italiano                           | Titolo originale                    | Numero SAS | Anno | Data di uscita | Segretissimo                         |
| -- | ----------------------------------------- | ----------------------------------- | ---------- | ---- | -------------- | ------------------------------------ |
| 1  | Con un piede nella fossa                  | Murder Inc., Las Vegas              | 32         | 1973 | gennaio 2008   | 570                                  |
| 2  | Libano rosso sangue                       | Rouge Liban                         | 166        | 2007 | febbraio 2008  |                                      |
| 3  | Il volo 007 non risponde                  | Le vol 007 ne répond plus           | 73         | 1984 | marzo 2008     | 997                                  |
| 4  | Conto alla rovescia in Rhodesia           | Compte à rebours en Rhodésie        | 43         | 1976 | aprile 2008    | 685                                  |
| 5  | Soluzione rossa                           | La solution rouge                   | 102        | 1991 | maggio 2008    | 1207                                 |
| 6  | Patto col diavolo                         | Pacte avec le diable                | 152        | 2003 | giugno 2008    | 1490                                 |
| 7  | Il disertore di Pyongyang (parte prima)   | Le défecteur de Pyongyang - tome I  | 168        | 2007 | luglio 2008    |                                      |
| 8  | Il disertore di Pyongyang (parte seconda) | Le défecteur de Pyongyang - tome II | 169        | 2007 | agosto 2008    |                                      |
| 9  | Visita di scortesia                       | Kill Henry Kissinger!               | 34         | 1974 | settembre 2008 | 582                                  |
| 10 | Missione a Mosca                          | Mission à Moscou                    | 99         | 1990 | ottobre 2008   | 1184                                 |
| 11 | Polonio 210                               | Polonium 210                        | 167        | 2007 | novembre 2008  |                                      |
| 12 | L'abito non fa la monaca                  | L'ange de Montevideo                | 31         | 1973 | dicembre 2008  | 543                                  |
| 13 | Vespaio in Angola                         | Guêpier en Angola                   | 37         | 1975 | gennaio 2009   | 634                                  |
| 14 | L'ostaggio dei Talebani                   | Otage des Taliban                   | 170        | 2007 | febbraio 2009  |                                      |
| 15 | Missione a Sarajevo                       | Mission Sarajevo                    | 109        | 1993 | marzo 2009     | 1233                                 |
| 16 | Roulette Cambogiana                       | Roulette Cambodgienne               | 35         | 1974 | aprile 2009    | 596                                  |
| 17 | L'agenda Kosovo                           | L'agenda Kosovo                     | 171        | 2008 | maggio 2009    |                                      |
| 18 | Panico nello Zaire                        | Panique au Zaïre                    | 52         | 1978 | giugno 2009    | 805                                  |
| 19 | Al Qaeda all'attacco (parte prima)        | Al-Qaida attaque! 1                 | 173        | 2008 | luglio 2009    |                                      |
| 20 | Al Qaeda all'attacco (parte seconda)      | Al-Qaida attaque! 2                 | 174        | 2008 | agosto 2009    |                                      |
| 21 | I crociati dell'apartheid                 | Les croisés de l'apartheid          | 115        | 1994 | settembre 2009 | 1269                                 |
| 22 | La pista di Brazzaville                   | La piste de Brazzaville             | 101        | 1991 | ottobre 2009   | 1191                                 |
| 23 | Ritorno a Shangri-La                      | Retour à Shangri-La                 | 172        | 2008 | novembre 2009  |                                      |
| 24 | Avventura a Paramaribo                    | Aventure au Surinam                 | 71         | 1983 | dicembre 2009  | 1003                                 |
| 25 | Sudestremista asiatico                    | Le disparu de Singapour             | 42         | 1976 | gennaio 2010   | 694                                  |
| 26 | Uccidete il Dalai Lama                    | Tuez le Dalaï-Lama                  | 175        | 2008 | febbraio 2010  |                                      |
| 27 | Mai di sabato                             | Le gardien d'Israël                 | 51         | 1978 | marzo 2010     | 789                                  |
| 28 | Il tesoro del Negus                       | Le trésor du Négus                  | 45         | 1977 | aprile 2010    | 710                                  |
| 29 | Intrigo a Tblisi                          | Le printemp de Tibilissi            | 176        | 2009 | maggio 2010    |                                      |
| 30 | Operazione Matador                        | Operation Matador                   | 56         | 1979 | giugno 2010    | 848 (con il titolo "SAS el Matador") |
| 31 | Codice S-300 (parte prima)                | La bataille des S-300. Tome 1       | 178        | 2009 | luglio 2010    |                                      |
| 32 | Codice S-300 (parte seconda)              | La bataille des S-300. Tome 2       | 179        | 2009 | agosto 2010    |                                      |
| 33 | Dio salvi SAS                             | Protection pour Teddy Bear          | 46         | 1977 | settembre 2010 | 729                                  |
| 34 | Naufragio alle Seychelles                 | Naufrage aux Seychelles             | 49         | 1978 | ottobre 2010   | 768                                  |
| 35 | Pirati!                                   | Pirates!                            | 177        | 2009 | novembre 2010  |                                      |
| 36 | Embargo                                   | Embargo                             | 41         | 1976 | dicembre 2010  | 679                                  |
| 37 | Duello a Barranquilla                     | Duel à Barranquilla                 | 57         | 1980 | gennaio 2011   | 869                                  |
| 38 | Trappola a Bangkok                        | La piège de Bangkok                 | 180        | 2009 | febbraio 2011  |                                      |
| 39 | Rabbia a Belfast                          | Furie à Belfast                     | 36         | 1974 | marzo 2011     | 619                                  |
| 40 | Ostaggi in Somalia                        | Mission impossible en Somalie       | 47         | 1977 | aprile 2011    | 739                                  |
| 41 | Dossier Hariri                            | La liste Hariri                     | 181        | 2010 | maggio 2011    |                                      |
| 42 | La primavera di Varsavia                  | Le printemps de Varsavie            | 50         | 1978 | giugno 2011    | 779                                  |
| 43 | Renegade (parte prima)                    | Renegade 1                          | 183        | 2010 | luglio 2011    |                                      |
| 44 | Renegade (parte seconda)                  | Renegade 2                          | 184        | 2010 | agosto 2011    |                                      |
| 45 | Paura a San Salvador                      | Terreur à San Salvador              | 60         | 1980 | settembre 2011 | 906                                  |
| 46 | M'arma o non m'arma                       | Des armes pour Khartoum             | 63         | 1981 | ottobre 2011   | 931                                  |
| 47 | Minaccia Iran                             | La filière suisse                   | 182        | 2010 | novembre 2011  |                                      |
| 48 | Che perfida manila                        | Tornade sur Manille                 | 64         | 1981 | dicembre 2011  |                                      |
| 49 | Il sorriso kabilo                         | Commando sur Tunis                  | 68         | 1982 | gennaio 2012   |                                      |
| 50 | Guinea Feroce                             | Féroce Guinée                       | 185        | 2010 | febbraio 2012  |                                      |
| 51 | Il Drago della Droga                      | Le Tueur de Miami                   | 69         | 1983 | marzo 2012     |                                      |
| 52 | Bel Golpe, SAS                            | Embrouilles à Panama                | 85         | 1987 | aprile 2012    |                                      |
| 53 | Il padrone delle rondini                  | Le maître des hirondelles           | 186        | 2011 | maggio 2012    |                                      |
| 54 | Il Cartello di Sebastopoli                | Le cartel de Sébastopol             | 119        | 1995 | giugno 2012    |                                      |
| 55 | Operazione Drago Rosso (parte prima)      | Rouge Dragon : 1                    | 188        | 2011 | luglio 2012    |                                      |
| 56 | Operazione Drago Rosso (parte seconda)    | Rouge Dragon : 2                    | 189        | 2011 | agosto 2012    |                                      |
| 57 | Il Caso Carlos                            | La traque Carlos                    | 116        | 1994 | settembre 2012 |                                      |
| 58 | Allarme Plutonio                          | Alerte Plutonium                    | 107        | 1992 | ottobre 2012   |                                      |
| 59 | Benvenuti a Nouakchott                    | Bienvenue à Nouakchott              | 187        | 2011 | novembre 2012  |                                      |
| 60 | La Vendetta di Saddam Hussein             | La vengeance de Saddam Hussein      | 103        | 1991 | dicembre 2012  |                                      |
| 61 | Appuntamento a Boris Gleb                 | Rendez-vous à Boris Gleb            | 33         | 1974 | gennaio 2013   |                                      |
| 62 | Ciudad Juarez                             | Ciudad Juarez                       | 190        | 2011 | febbraio 2013  |                                      |
| 63 | Gli ostaggi di Tokyo                      | Les otages de Tokyo                 | 38         | 1975 | marzo 2013     |                                      |
| 64 | Ordine a Santiago                         | L'ordre règne à Santiago            | 39         | 1975 | aprile 2013    |                                      |
| 65 | Follia a Bengasi                          | Les Fous de Benghazi                | 191        | 2012 | maggio 2013    |                                      |
| 66 | Garofani Rossi                            | Les sorciers du Tage                | 40         | 1975 | giugno 2013    |                                      |
| 67 | La via di Damasco (parte prima)           | Le chemin de Damas : 1              | 193        | 2012 | luglio 2013    |                                      |
| 68 | La via di Damasco (parte seconda)         | Le chemin de Damas : 2              | 194        | 2012 | agosto 2013    |                                      |
| 69 | Con Krisantem ad Atene                    | Meurtre à Athènes                   | 44         | 1976 | settembre 2013 |                                      |
| 70 | Maratona a Spanish Harlem                 | Marathon à Spanish Harlem           | 48         | 1978 | ottobre 2013   |                                      |
| 71 | Missione IGLA S                           | Igla S                              | 192        | 2012 | novembre 2013  |                                      |
| 72 | Crociata a Managua                        | Croisade à Managua                  | 53         | 1979 | dicembre 2013  |                                      |
| 73 | Vedi Malta e poi muori                    | Voir Malte et mourir                | 54         | 1979 | gennaio 2014   |                                      |
| 74 | Panico a Bamako                           | Panique à Bamako                    | 195        | 2012 | febbraio 2014  |                                      |
| 75 | Shangai Express                           | Shangaï Express                     | 55         | 1979 | marzo 2014     |                                      |
|    |                                           |                                     |            |      |                |                                      |

## Elenco dei romanzi
1. SAS à Istanbul, Plon / Presses de la Cité, 1965
2. S.A.S. contre C.I.A., Plon / Presses de la Cité, 1965
3. Opération Apocalypse, Plon / Presses de la Cité, 1965
4. Samba pour SAS, Plon / Presses de la Cité, 1966
5. Rendez-vous à San Francisco, Plon / Presses de la Cité, 1966
6. Le Dossier Kennedy, Plon / Presses de la Cité, 1967
7. SAS broie du noir, Plon / Presses de la Cité, 1967
8. SAS aux Caraïbes, Plon / Presses de la Cité, 1967
9. SAS à l'ouest de Jérusalem, Plon / Presses de la Cité, 1967
10. L'Or de la rivière Kwaï, Plon / Presses de la Cité, 1968
11. Magie noire à New York, Plon / Presses de la Cité, 1968
12. Les Trois Veuves de Hong Kong, Plon / Presses de la Cité, 1968
13. L'Abominable Sirène, Plon / Presses de la Cité, 1969
14. Les Pendus de Bagdad, Plon / Presses de la Cité, 1969
15. La Panthère d'Hollywood, Plon / Presses de la Cité, 1969
16. Escale à Pago-Pago, Plon / Presses de la Cité, 1969
17. Amok à Bali, Plon / Presses de la Cité, 1970
18. Que viva Guevara, Plon / Presses de la Cité, 1970
19. Cyclone à l'ONU, Plon / Presses de la Cité, 1970
20. Mission à Saïgon, Plon / Presses de la Cité, 1970
21. Le Bal de la comtesse Adler, Plon / Presses de la Cité, 1971
22. Les Parias de Ceylan, Plon / Presses de la Cité, 1971
23. Massacre à Amman, Plon / Presses de la Cité, 1971
24. Requiem pour Tontons Macoutes, Plon / Presses de la Cité, 1971
25. L'Homme de Kabul, Plon / Presses de la Cité, 1972
26. Mort à Beyrouth, Plon / Presses de la Cité, 1972
27. Safari à La Paz, Plon / Presses de la Cité, 1972
28. L'Héroïne de Vientiane, Plon / Presses de la Cité, 1972
29. Berlin : Check-point Charlie, Plon / Presses de la Cité, 1973
30. Mourir pour Zanzibar, Plon / Presses de la Cité, 1973
31. L'Ange de Montevideo, Plon / Presses de la Cité, 1973
32. Murder Inc., Las Vegas, Plon / Presses de la Cité, 1973
33. Rendez-vous à Boris Gleb, Plon / Presses de la Cité, 1974
34. Kill Henry Kissinger !, Plon / Presses de la Cité, 1974
35. Roulette cambodgienne, Plon / Presses de la Cité, 1974
36. Furie à Belfast, Plon / Presses de la Cité, 1974
37. Guêpier en Angola, Plon / Presses de la Cité, 1975
38. Les Otages de Tokyo, Plon / Presses de la Cité, 1975
39. L'ordre règne à Santiago, Plon / Presses de la Cité, 1975
40. Les Sorciers du Tage, Plon / Presses de la Cité, 1975
41. Embargo, Plon / Presses de la Cité, 1976
42. Le Disparu de Singapour, Plon / Presses de la Cité, 1976
43. Compte à rebours en Rhodésie, Plon / Presses de la Cité, 1976
44. Meurtre à Athènes, Plon / Presses de la Cité, 1976
45. Le Trésor du Négus, Plon / Presses de la Cité, 1977
46. Protection pour Teddy Bear, Plon / Presses de la Cité, 1977
47. Mission impossible en Somalie, Plon / Presses de la Cité, 1977
48. Marathon à Spanish Harlem, Plon / Presses de la Cité, 1977
49. Naufrage aux Seychelles, Plon / Presses de la Cité, 1978
50. Le Printemps de Varsovie, Plon / Presses de la Cité, 1978
51. Le Gardien d'Israël, Plon / Presses de la Cité, 1978
52. Panique au Zaïre, Plon / Presses de la Cité, 1978
53. Croisade à Managua, Plon / Presses de la Cité, 1979
54. Voir Malte et mourir, Plon / Presses de la Cité, 1979
55. Shangaï Express, Plon / Presses de la Cité, 1979
56. Opération Matador, Plon / Presses de la Cité, 1979
57. Duel à Barranquilla, Plon / Presses de la Cité, 1980
58. Piège à Budapest, Plon / Presses de la Cité, 1980
59. Carnage à Abu Dhabi, Plon / Presses de la Cité, 1980
60. Terreur à San Salvador, Plon / Presses de la Cité, 1980
61. Le Complot du Caïre, Plon / Presses de la Cité, 1981
62. Vengeance romaine, Plon / Presses de la Cité, 1981
63. Des armes pour Khartoum, Plon / Presses de la Cité, 1981
64. Tornade sur Manille, Plon / Presses de la Cité, 1981
65. Le Fugitif de Hambourg, Plon / Presses de la Cité, 1982
66. Objectif Reagan, Plon / Presses de la Cité, 1982
67. Rouge grenade, Plon / Presses de la Cité, 1982
68. Commando sur Tunis, Plon / Presses de la Cité, 1982
69. Le Tueur de Miami, Plon / Presses de la Cité, 1983
70. La Filière bulgare, Plon / Presses de la Cité, 1983
71. Aventure au Surinam, Plon / Presses de la Cité, 1983
72. Embuscade à la Khyber Pass, Plon / Presses de la Cité, 1983
73. Le Vol 007 ne répond plus, Plon / Presses de la Cité, 1984
74. Les Fous de Baalbek, Plon / Presses de la Cité, 1984
75. Les Enragés d'Amsterdam, Plon / Presses de la Cité, 1984
76. Putsch à Ouagadougou, Plon / Presses de la Cité, 1984
77. La Blonde de Pretoria, Plon / Presses de la Cité, 1985
78. La Veuve de l'Ayatollah, Plon / Presses de la Cité, 1985
79. Chasse à l'homme au Pérou, Plon / Presses de la Cité, 1985
80. L'affaire Kirsanov, Plon / Presses de la Cité, 1985
81. Mort à Gandhi, Plon / Presses de la Cité, 1986
82. Danse macabre à Belgrade, Plon / Presses de la Cité, 1986
83. Coup d'État au Yémen, Plon / Presses de la Cité, 1986
84. Le Plan Nasser, Plon / Presses de la Cité, 1986
85. Embrouilles à Panama, Plon / Presses de la Cité, 1987
86. La Madone de Stockholm, Plon / Presses de la Cité, 1987
87. L'Otage d'Oman, Plon / Presses de la Cité, 1987
88. Escale à Gibraltar, Plon / Presses de la Cité, 1987
89. Aventure en Sierra Leone, Éditions Gérard de Villiers, 1988
90. La Taupe de Langley, Éditions Gérard de Villiers, 1988
91. Les Amazones de Pyongyang, Éditions Gérard de Villiers, 1988
92. Les Tueurs de Bruxelles, Éditions Gérard de Villiers, 1988
93. Visa pour Cuba, Éditions Gérard de Villiers, 1989
94. Arnaque à Brunei, Éditions Gérard de Villiers, 1989
95. Loi martiale à Kaboul, Éditions Gérard de Villiers, 1989
96. L'Inconnu de Leningrad, Éditions Gérard de Villiers, 1989
97. Cauchemar en Colombie, Éditions Gérard de Villiers, 1989
98. Croisade en Birmanie, Éditions Gérard de Villiers, 1990
99. Mission à Moscou, Éditions Gérard de Villiers, 1990
100. Les Canons de Bagdad, Éditions Gérard de Villiers, 1990
101. La Piste de Brazzaville, Éditions Gérard de Villiers, 1991
102. La Solution rouge, Éditions Gérard de Villiers, 1991
103. La Vengeance de Saddam Hussein, Éditions Gérard de Villiers, 1991
104. Manip à Zagreb, Éditions Gérard de Villiers, 1992
105. KGB contre KGB, Éditions Gérard de Villiers, 1992
106. Le Disparu des Canaries, Éditions Gérard de Villiers, 1992
107. Alerte Plutonium, Éditions Gérard de Villiers, 1992
108. Coup d'État à Tripoli, Éditions Gérard de Villiers, 1992
109. Mission Sarajevo, Éditions Gérard de Villiers, 1993
110. Tuez Rigoberta Menchu, Éditions Gérard de Villiers, 1993
111. Au nom d'Allah, Éditions Gérard de Villiers, 1993
112. Vengeance à Beyrouth, Éditions Gérard de Villiers, 1993
113. Les Trompettes de Jéricho, Éditions Gérard de Villiers, 1994
114. L'Or de Moscou, Éditions Gérard de Villiers, 1994
115. Les Croisés de l'Apartheid, Éditions Gérard de Villiers, 1994
116. La Traque Carlos, Éditions Gérard de Villiers, 1994
117. Tuerie à Marrakech, Éditions Gérard de Villiers, 1995
118. L'Otage du triangle d'or, Éditions Gérard de Villiers, 1995
119. Le Cartel de Sébastopol, Éditions Gérard de Villiers, 1995
120. Ramenez-moi la tête d'El Coyote, Éditions Gérard de Villiers, 1995
121. La Résolution 687, Éditions Gérard de Villiers, 1996
122. Opération Lucifer, Éditions Gérard de Villiers, 1996
123. Vengeance tchétchène, Éditions Gérard de Villiers, 1996
124. Tu tueras ton prochain, Éditions Gérard de Villiers, 1996
125. Vengez le vol 800, Éditions Gérard de Villiers, 1997
126. Une lettre pour la Maison-Blanche, Éditions Gérard de Villiers, 1997
127. Hong Kong express, Éditions Gérard de Villiers, 1997
128. Zaïre adieu, Éditions Gérard de Villiers, 1997
129. La Manipulation Yggdrasil, Éditions Malko productions, 1998
130. Mortelle Jamaïque, Éditions Malko productions, 1998
131. La Peste noire de Bagdad, Éditions Malko productions, 1998
132. L'Espion du Vatican, Éditions Malko productions, 1998
133. Albanie, mission impossible, Éditions Malko productions, 1999
134. La Source Yahalom, Éditions Malko productions, 1999
135. Contre P.K.K., Éditions Malko productions, 1999
136. Bombes sur Belgrade, Éditions Malko productions, 1999
137. La Piste du Kremlin, Éditions Malko productions, 2000
138. L'Amour fou du Colonel Chang, Éditions Malko productions, 2000
139. Djihad, Éditions Malko productions, 2000
140. Enquête sur un génocide, Éditions Malko productions, 2000
141. L'Otage de Jolo, Éditions Gérard de Villiers, 2001
142. Tuez le Pape, Éditions Gérard de Villiers, 2001
143. Armageddon, Éditions Gérard de Villiers, 2001
144. Li Sha-Tin doit mourir, Éditions Gérard de Villiers, 2001
145. Le Roi fou du Népal, Éditions Gérard de Villiers, 2002
146. Le Sabre de Bin Laden, Éditions Gérard de Villiers, 2002
147. La Manip du Karin A, Éditions Gérard de Villiers, 2002
148. Bin Laden, la traque, Éditions Gérard de Villiers, 2002
149. Le Parrain du 17 novembre, Éditions Gérard de Villiers, 2003
150. Bagdad-Express, Éditions Gérard de Villiers, 2003
151. L'Or d'Al-Qaida, Éditions Gérard de Villiers, 2003
152. Pacte avec le diable, Éditions Gérard de Villiers, 2003
153. Ramenez les vivants, Éditions Gérard de Villiers, 2004
154. Le Réseau Istanbul, Éditions Gérard de Villiers, 2004
155. Le Jour de la Tcheka, Éditions Gérard de Villiers, 2004
156. La Connexion saoudienne, Éditions Gérard de Villiers, 2004
157. Otages en Irak, Éditions Gérard de Villiers, 2005
158. Tuez Iouchtchenko, Éditions Gérard de Villiers, 2005
159. Mission : Cuba, Éditions Gérard de Villiers, 2005
160. Aurore noire, Éditions Gérard de Villiers, 2005
161. Le Programme 111, Éditions Gérard de Villiers, 2006
162. Que la bête meure, Éditions Gérard de Villiers, 2006
163. Le Trésor de Saddam : 1, Éditions Gérard de Villiers, 2006
164. Le Trésor de Saddam : 2, Éditions Gérard de Villiers, 2006
165. Le Dossier K, Éditions Gérard de Villiers, 2006
166. Rouge Liban, Éditions Gérard de Villiers, 2007
167. Polonium 210, Éditions Gérard de Villiers, 2007
168. Le Défecteur de Pyongyang : 1, Éditions Gérard de Villiers, 2007
169. Le Défecteur de Pyongyang : 2, Éditions Gérard de Villiers, 2007
170. Otage des Taliban, Éditions Gérard de Villiers, 2007
171. L'Agenda Kosovo , Éditions Gérard de Villiers, 2008
172. Retour à Shangri-La , Éditions Gérard de Villiers, 2008
173. Al-Qaïda attaque : 1, Éditions Gérard de Villiers, 2008
174. Al-Qaïda attaque : 2, Éditions Gérard de Villiers, 2008
175. Tuez le Dalaï-Lama, Éditions Gérard de Villiers, 2008
176. Le Printemps de Tbilissi, Éditions Gérard de Villiers, 2009
177. Pirates, Éditions Gérard de Villiers, 2009
178. La Bataille des S-300 : 1, Éditions Gérard de Villiers, 2009
179. La Bataille des S-300 : 2, Éditions Gérard de Villiers, 2009
180. Le Piège de Bangkok, Éditions Gérard de Villiers, 2009
181. La Liste Hariri, Éditions Gérard de Villiers, 2010
182. La Filière suisse, Éditions Gérard de Villiers, 2010
183. Renegade : 1, Éditions Gérard de Villiers, 2010
184. Renegade : 2, Éditions Gérard de Villiers, 2010
185. Féroce Guinée, Éditions Gérard de Villiers, 2010
186. Le Maître des hirondelles, Éditions Gérard de Villiers, 2011
187. Bienvenue à Nouakchott, Éditions Gérard de Villiers, 2011
188. Rouge Dragon : 1, Éditions Gérard de Villiers, 2011
189. Rouge Dragon : 2, Éditions Gérard de Villiers, 2011
190. Ciudad Juárez, Éditions Gérard de Villiers, 2011
191. Les Fous de Benghazi, Éditions Gérard de Villiers, 2012
192. Igla S, Éditions Gérard de Villiers, 2012
193. Le Chemin de Damas : 1, Éditions Gérard de Villiers, 2012
194. Le Chemin de Damas : 2, Éditions Gérard de Villiers, 2012
195. Panique à Bamako, Éditions Gérard de Villiers, 2012
196. Le Beau Danube rouge, Éditions Gérard de Villiers, 2013
197. Les fantômes de Lockerbie, Éditions Gérard de Villiers, 2013
198. Sauve-qui-peut à Kaboul : 1, Éditions Gérard de Villiers, 2013
199. Sauve-qui-peut à Kaboul : 2, Éditions Gérard de Villiers, 2013
200. La Vengeance du Kremlin, Éditions Gérard de Villiers, 2013